# 사브리나 페릴리
사브리나 페릴리(Sabrina Ferilli, 1964년 6월 28일 ~ )는 이탈리아의 배우이다.

## 출연 작품
- 포에버 영 (2016)
- 나와 그녀 (2015)
- 그레이트 뷰티 (2013)
- 크리스마스 인 버버리 힐즈 (2009)
- 어 홀 라이프 어헤드 (2008)
- 나탈 어 뉴욕 (2006)
- 리브스 오브 더 세인츠 (2004)
- 크리스마스 인 러브 (2004)
- 카오스 2 (1998)
- 질식된 삶들 (1996)
- 기우디세 라가지노 (1994)
- 나이트 클럽 (1989)
- 모멘트 오브 러브 (1989)
- 라 카사 델로르코 (1988)